# Tombe malatestiane
Le tombe malatestiane sono un complesso tombale collocato nel sottoportico della Chiesa di San Francesco a Fano.
Le tombe furono costruite nella prima metà del XV secolo. Fra i diversi partecipanti alla loro costruzione e decorazione compaiono i nomi di Matteo Nuti, Leon Battista Alberti, e Agostino di Duccio, i quali collaborarono anche all'edificazione del tempio malatestiano di Rimini. Le opere funebri sono composte da tre tombe e una lastra tombale: sulla murata sinistra dell'osservatore si trova l'Arca di Bonetto da Castelfranco, medico della famiglia dei Malatesta sovrastata della lastra tombale della famiglia Boccacci; sulla parete sinistra è collocata la tomba di Paola Bianca Malatesta, prima moglie di Pandolfo III Malatesta, infine a destra del portale si trova l'Arca di Pandolfo III.

## La tomba di Pandolfo III Malatesta

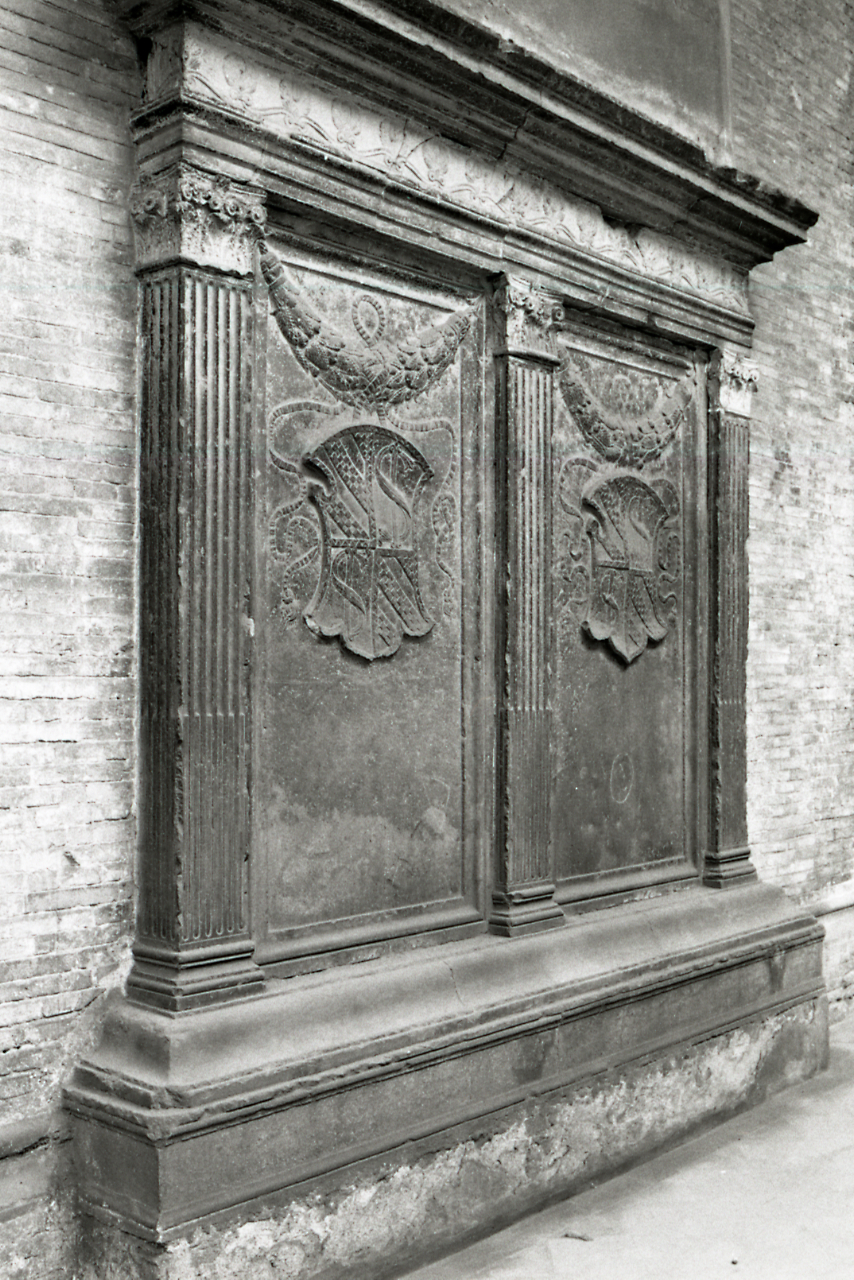
La tomba di Pandolfo III Malatesta nel 1972

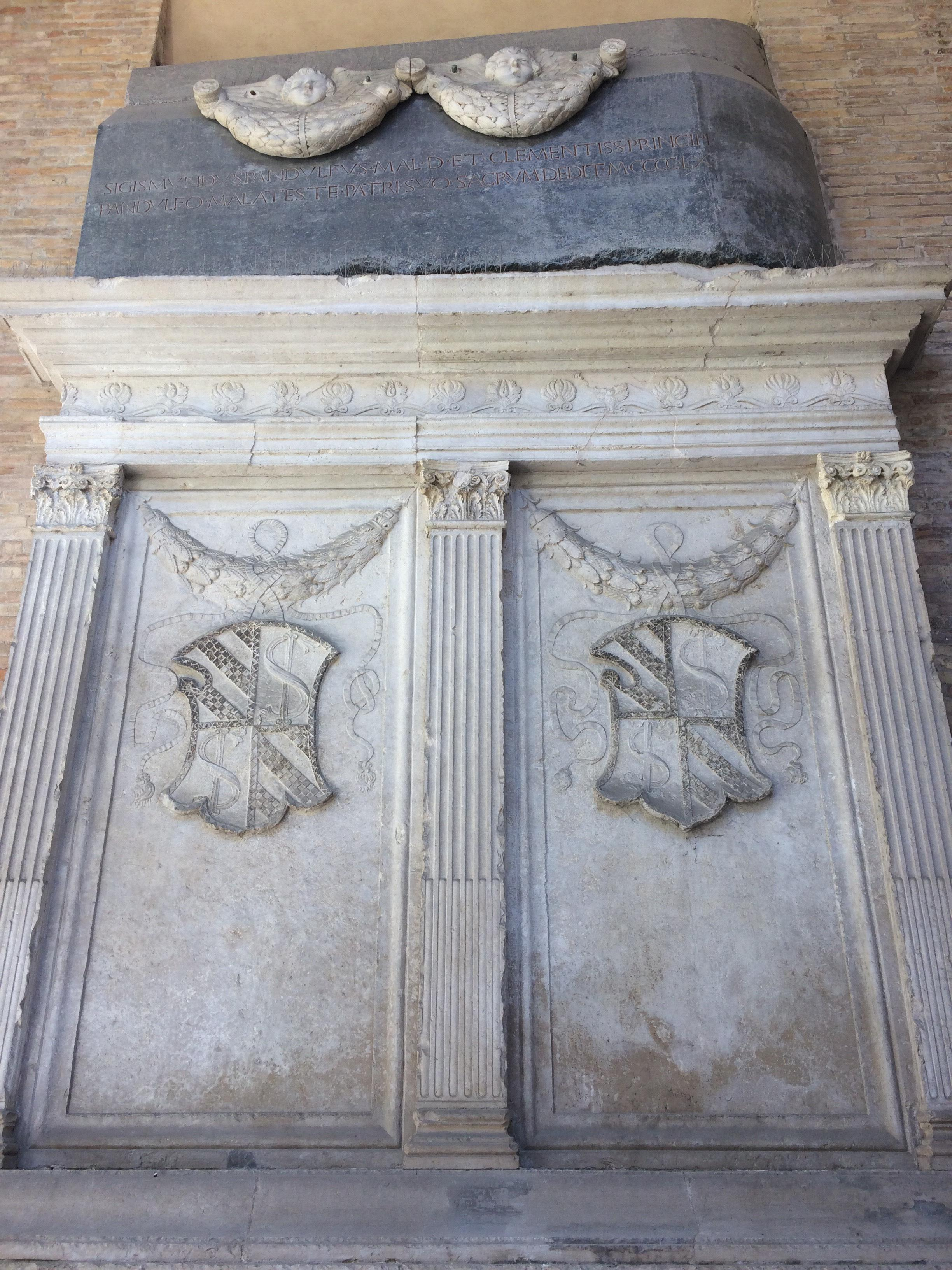
La tomba di Pandolfo III Malatesta nel 2017

La data incisa sull'epitaffio, 1460, non corrisponde alla morte di Pandolfo, avvenuta nel 1427. Secondo alcuni storici è improbabile che Sigismondo abbia lasciato passare ben trentatré anni dalla morte di suo padre prima di erigere questo un sepolcro. Neppure è ipotizzabile che le difficoltà economiche avessero ostacolato la sistemazione di una dignitosa memoria nella Chiesa di San Francesco a Fano, dove altri appartenenti alla famiglia malatestiana avevano già trovato sepoltura.
La collocazione della tomba di Pandolfo III Malatesta varia tra le città di Rimini, Senigallia e Fano. La sua attuale sistemazione non è originaria poiché l'intero complesso tombale fu traslato nel 1659 dall'interno della chiesa di San Francesco al suo esterno, in seguito alla trasformazione e all'inversione dell'ingresso, con il conseguente trasporto del portale romanico.

### Struttura esterna
La tomba di Pandolfo III Malatesta, considerata l'unica testimonianza rinascimentale del genere a Fano, è composta dal basamento in pietra arenaria e dall'arca che si trova sopra di esso in granito nero con coperchio rosato, attualmente nero a causa del deposito di polvere accumulatasi nei decenni.
Il "punto di partenza" della tomba è il sarcofago medioevale dal quale parte il dimensionamento del basamento. L'altezza di questo è il doppio di quella del sarcofago, instaurando così con esso un rapporto di uno a due. L'intervallo fra i tre snelli pilastrini misura 1,03 m, che coincide con la lunghezza del sarcofago escluso il coperchio. Essi sostengono inoltre la trabeazione che è composta da architrave, fregio e cornice. L'intero manufatto invece ha dimensioni massime pari a m 3,23 x 4,82 h. Le misure del basamento risultano essere m 3,23 x 3,43 h. Per cui è possibile notare una testimonianza di un volontario legame dimensionale.

### Apparato decorativo
I due scomparti compresi tra i pilastrini sono simmetrici come i due festoni dai quali pendono gli scudi torneari inquartati dalla scacchiera malatestiana con le iniziali di Sigismondo Pandolfo Malatesta. Sul fregio sono scolpite delle palmette, simbolo cristiano della vittoria della vita eterna sulla morte, che rappresentano l'unico legame con la religione cristiana, al contrario della tomba di Paola Bianca che invece presenta molti riferimenti religiosi. Il sarcofago è sagomato in modo asimmetrico e chiuso da un coperchio di analoghe forme. Su di esso vi sono due putti alati, che risultano essere stati aggiunti in seguito a una restaurazione avvenuta nel XVII secolo, dalle cui ali scendono due festoni. In posizione mediana è scolpito l'epitaffio: SIGISMUNDUSPANDULFUS MAL D ET CLEMENTISS PRINCIPI PANDULFO MALATESTE PATRI SUO SACRUM DEDIT MCCCCLX, che trova analogie grafiche in altre iscrizioni malatestiane.

## La tomba di Paola Bianca Malatesta

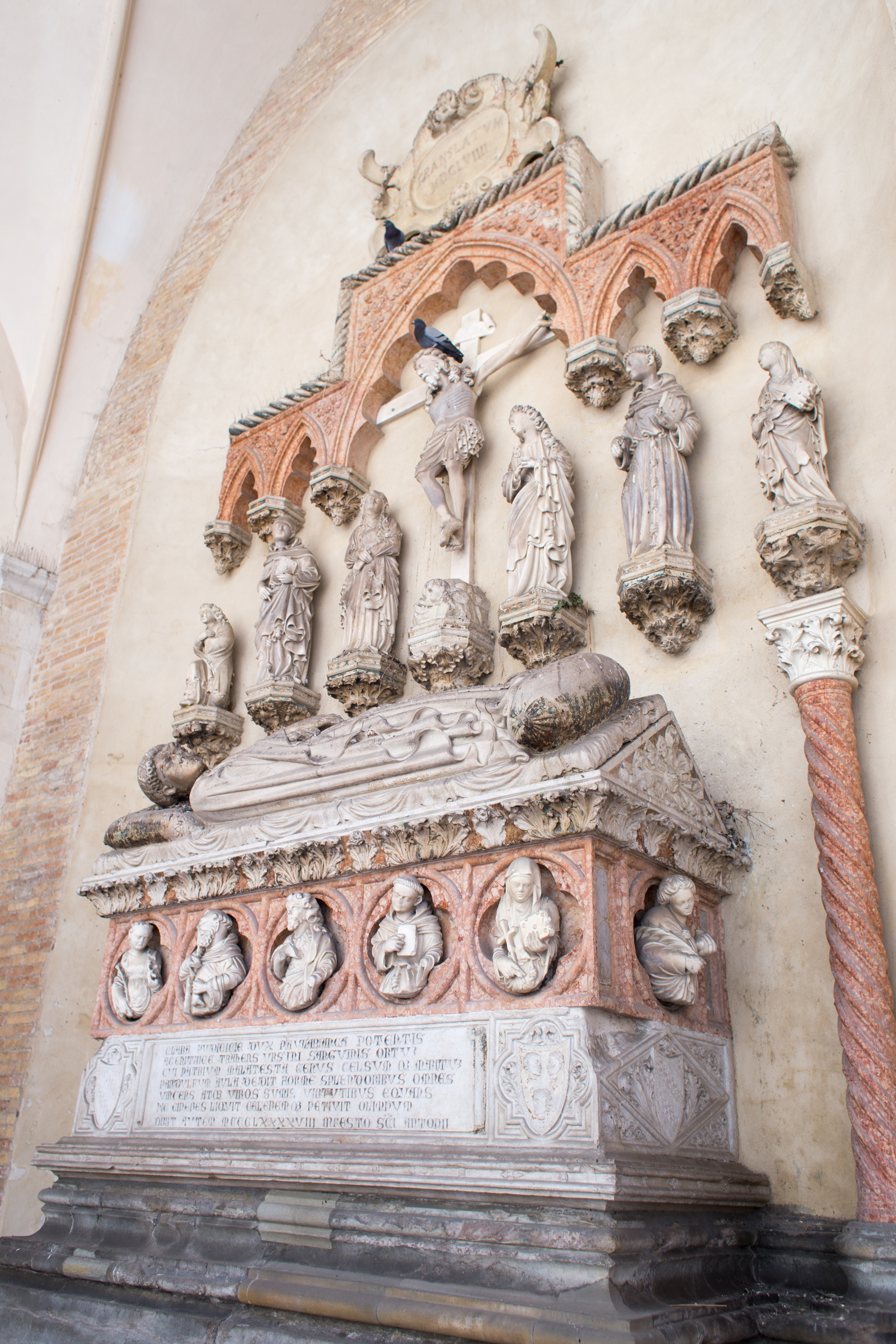
Tomba di Paola Bianca Malatesta

Paola Bianca Malatesta, l'ammirata Gran Signora dei fanesi, presenta la più elaborata e articolata tomba dell'intero complesso. È situata nella parete sinistra della loggia di San Francesco a Fano.

### Struttura esterna e apparato decorativo
Il sarcofago è in pietra di Verona ed è appoggiato su un piedistallo multiplo. Ai lati sono presenti due colonnine con capitello composito e, sopra di esso, un complesso scultoreo che comprende un crocifisso centrale, appoggiato su una roccia con un teschio. Il complesso si completa con alcune figure di santi che da sinistra sono: la Vergine, San Lodovico, l'angelo Annunziante, San Giovanni Battista, San Francesco e la Vergine Annunziata. Sono tutti appoggiati su una decorazione fogliacea e sopra di essi è presente una cornice polilobata ad archetti. 
Sul fronte del sarcofago ci sono cinque circonferenze in cui sono rappresentate figure di santi in marmo bianco di Carrara. Da sinistra si trovano: Santa Caterina da Alessandria, Sant'Antonio Abate, San Giovanni Battista, un santo francescano e una santa, forse Santa Chiara. Ai fianchi del sarcofago ci sono delle cavità simili a quelle presenti sul fronte, ma rappresentanti: a destra un santo martire mentre a sinistra la figura non ci è pervenuta poiché fu andata perduta nel dopoguerra. Sopra il coperchio piovente, foggiato a guisa di tetto, adagiata su un lettino ricoperto di stoffa, giace la figura di Paola Bianca, mancante del naso e rappresentata mentre dorme.

### Attribuzione e ubicazione dell'opera
Inizialmente la tomba era posta sotto l'altare, mentre la sua costruzione e idealizzazione è stata attribuita a Filippo di Domenico, che collaborò anche alla costruzione del palazzo malatestiano. Un documento però sembra smentire questa attribuzione. Il prezzo per l'edificazione di questa opera fu di 625 ducati d'oro e il tempo di costruzione fu di un limite massimo di 5 mesi. C'è un'evidente somiglianza tra la tomba di Margherita Malatesta e di Paola Bianca, questo perché il contratto che venne utilizzato da Pietro Paolo Gonzaga fu rilevato anche da Pandolfo, che lo riutilizzò e riadattò per la moglie. Cambiò infatti l'epitaffio, il capo della defunta e alcuni santi. Rambaldi formulò due ipotesi sul perché di questa somiglianza: la prima fu che secondo lui la tomba di Margherita fu tanto ben reputata da essere riproposta anche per Paola. La seconda invece che Filippo Di Domenico non fu in grado di superare l'opera precedente, questa è l'ipotesi più probabile sottolineando che questo non è da considerare come plagio ma come persistenza dei modelli della scuola. 
La tomba di Paola Bianca fu considerata una delle più importanti opere di Pietro Paolo, a conferma che Filippo non fu l'ideatore del documento.

## La tomba di Bonetto da Castelfranco

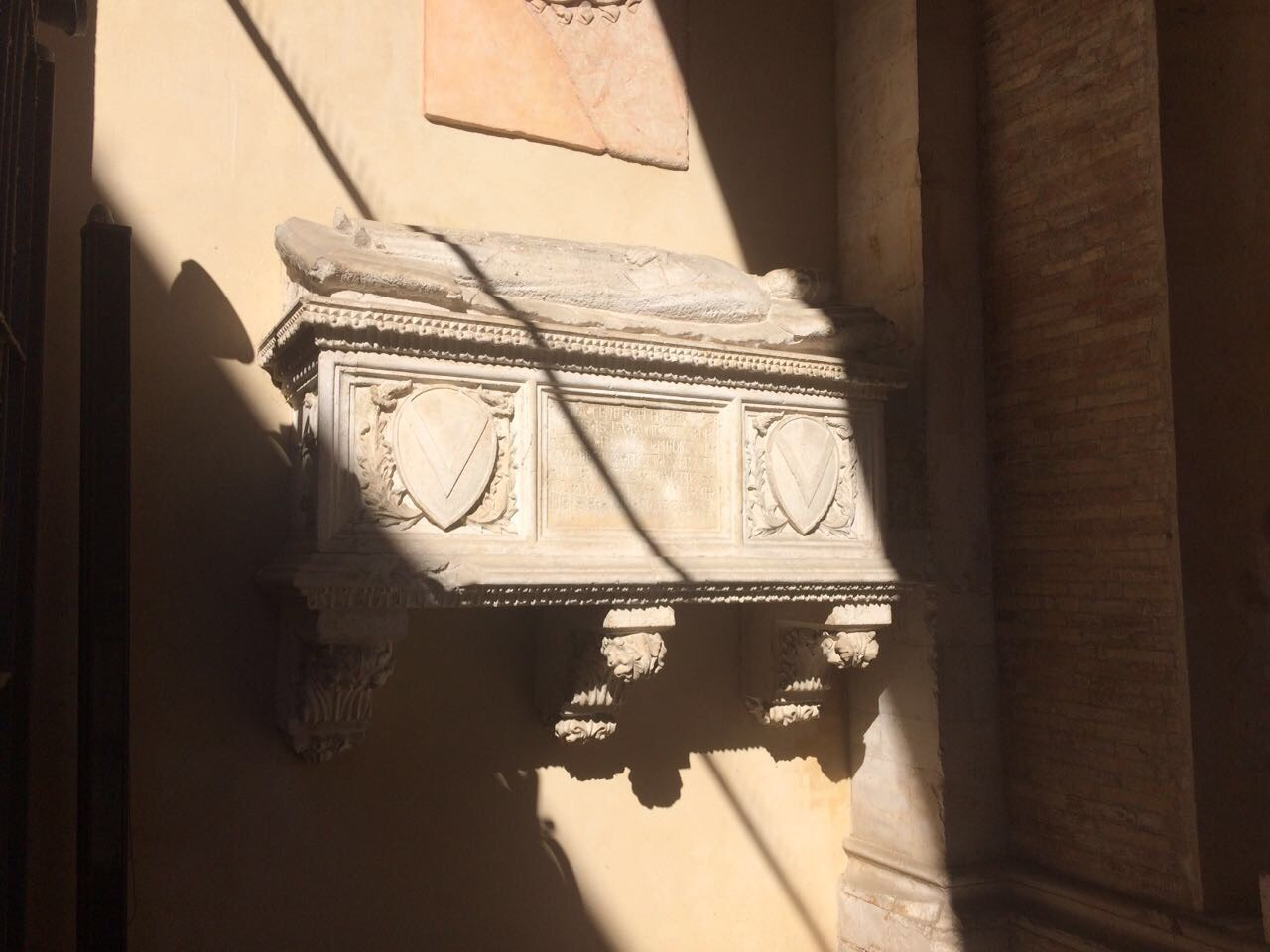
Tomba di Bonetto Da Castelfranco

Quella di Bonetto da Castelfranco è forse la più modesta tomba dell'intero complesso funebre. Fu voluta da Sigismondo per ospitare le spoglie del fedele medico di famiglia. Oggi occupa la parte bassa del lato minore della loggia che la ospita, dove un tempo si apriva l'arco di ingresso successivamente spostato.

### Struttura esterna e apparato decorativo
Il sarcofago è sostenuto da tre mensole decorate a fogliame. Sul lato corto è riportato un motivo a croce, sul fronte invece un'epigrafe con la data di morte del medico, che risale al 1434, entro due scudi. Nel coperchio è rappresentato il defunto con una tunica e un copricapo. Il monumento risale alla prima metà del XV secolo ed è concepito per essere addossato alla parete.

## Lastra tombale della famiglia Boccacci[5]

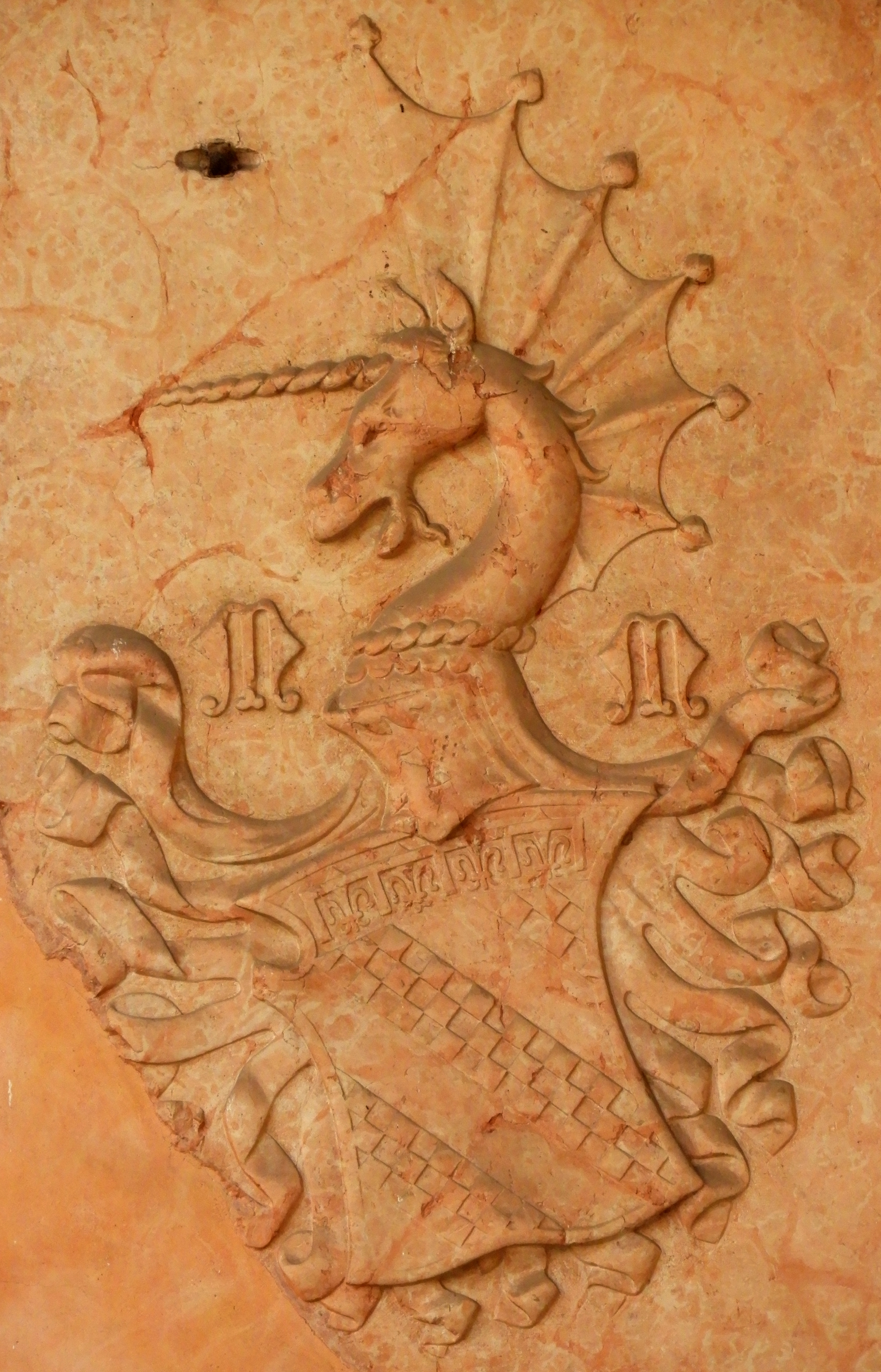
Lastra tombale con stemma della famiglia Boccacci

Questa lastra in marmo rosso di Verona era originariamente collocata presso l'altare di S. Luca nella chiesa di San Francesco, di cui i Boccacci avevano il giuspatronato. 
Estinta la famiglia, intorno alla metà del XVIII secolo, la lastra venne rimossa dalla chiesa.  Fu accidentalmente ritrovata nella prima metà del secolo successivo in un magazzino dell'attiguo convento. Ritenuta dei Malatesti, per via dello scudo con le bande scaccate, venne murata sotto portico della chiesa, là dove erano già state collocate le tombe malatestiane.
Le due lettere M, ripetizione dell'iniziale del nome del defunto, sono verosimilmente riconducibili al capostipite del ramo fanese dei Boccacci (originari di Meldola): Molduccio Boccacci. Questi fu per molti anni referendario per i domini di Pandolfo III Malatesti signore di Fano, e morì prima del 1440. In alternativa le lettere potrebbero ricondurre a un figlio di Molduccio, chiamato Malatesta, o a uno dei nipoti chiamati Molduccio o Malatesta.

## Genealogia Malatesta
Di seguito è elencata la genealogia di Pandolfo III Malatesta e Paola Bianca Malatesta.

### Pandolfo III Malatesta
- Figlio di Galeotto I Malatesta
- Marito di Paola Bianca Malatesta (prima moglie)
- Padre di Sigismondo Pandolfo Malatesta
- Fratello di Margherita Malatesta

### Paola Bianca Malatesta
- Prima moglie di Pandolfo III Malatesta
- Cugina e Cognata di Margherita Malatesta
- Figlia di Pandolfo II  e Paola Orsini
- Sorella di Pandolfo IV Novello Malatesta e Isabetta Malatesta